# Short Sleeve Sampson
Daniel DiLucchio, maggiormente conosciuto con il ring name Short Sleeve Sampson (Warwick, 1973), è un wrestler statunitense.
DiLucchio è un lottatore affetto da nanismo e ha lottato nel circuito indipendente, principalmente nelle federazioni Micro Championship Wrestling, TNT Pro Wrestling e Midget Wrestling Warriors. Occasionalmente ha fatto anche alcune apparizioni nella Total Nonstop Action Wrestling e nella World Wrestling Entertainment.

## Carriera

### World Wrestling Entertainment
DiLucchio apparve nella World Wrestling Entertainment (WWE) in due occasioni come "versione in miniatura" di altri wrestler. Nel 2003 interpretò Mini-Angle, eseguendo la stessa mossa finale di Kurt Angle, la ankle lock, proprio su Angle, che invece stava impersonando John Cena. L'anno successivo, apparve come Mini-Taker e stava per ricevere un tombstone piledriver da JBL prima che il vero Undertaker lo mettesse in fuga, e poi però questi attaccò anche Mini-Taker.
Oltre che in questi segmenti comici, nel 2005 DiLucchio lottò nella divisione Juniors di SmackDown!, partecipando al primo match Juniors in assoluto, contro Pitbull Patterson. Apparve anche a Raw come "Pocket Rocket", occasionale partner di tag team di The Heart Throbs in un match contro Viscera e la sua versione mini. Inoltre in WWE, fu uno dei membri della versione in miniatura della Spirit Squad della D-Generation X. Nel 2014 tornò in WWE allo show Extreme Rules per annunciare l'incontro tra Hornswoggle e El Torito, come "Jerry Smaller", una parodia di Jerry "The King" Lawler.

### Total Nonstop Action Wrestling
Nel 2006 Sampson apparve al pay-per-view 2006 Bound for Glory della Total Nonstop Action Wrestling (TNA), lottando nella X Division di Kevin Nash. L'anno seguente, tornò nella TNA in una scenetta comica dove interpretò Chris Sabin.

## Vita privata
DiLucchio è sposato e ha una figlia.

## Titoli e riconoscimenti
- Cauliflower Alley Club
  - Men's Wrestling Award (2014)
- Chaotic Wrestling
  - CW Midget Championship (1)[6]
  - CW Light Heavyweight Championship (1)[6]
- High Impact Wrestling Canada
  - Hall of Fame (2013)
- Micro Championship Wrestling
  - MCW World Heavyweight Championship (1)
- Micro Wrestling Federation
  - MWF Championship (1)[7]
- Midge Wrestling Warriors
  - MWW Champion (1)
- New England Pro Wrestling Hall of Fame
  - Classe del 2015
- Wisconsin Organized Wrestling
  - WOW Midget Championship (1)